# Пекорерија (Трапани)
Пекорерија је насеље у Италији у округу Трапани, региону Сицилија.
Према процени из 2011. у насељу је живело 11 становника. Насеље се налази на надморској висини од 8 м.